# Ellipteroides (Progonomyia) natalensis
Ellipteroides (Progonomyia) natalensis is een tweevleugelige uit de familie steltmuggen (Limoniidae). De soort komt voor in het Afrotropisch gebied.